# لونن
شهر لونن (به آلمانی: Lünen) در ایالت نوردراین-وستفالن در کشور آلمان واقع شده‌است.